# Vůz Ci Donnerbüchse ČSD
Název Donnerbüchse (původně "Donnerwagen"-hromový vůz, u ČSD "Lomozící plechovka") označuje dvounápravové  osobní vozy Bi 28 a Bi 29 původně DRG, které byly vyráběny od roku 1921 a na rozdíl od předchozích verzí byly celé ze železa nebo oceli (celokovové provedení). Název je založen na hlasitém projevu těchto vozidel kvůli chybějící izolaci. Toto jméno dostali i přímí předchůdci těchto vozů navzdory své dřevěné konstrukci.

## Historie vzniku
Protože Deutsche Reichsbahn trpěla na počátku 20. let velkým nedostatkem vozů kvůli válečným reparacím, byly od roku 1921 pořizovány nové osobní vozy ve standardním provedení. I když zde již bylo požadováno celokovové provedení, většina vagonek nebyla schopna okamžitě změnit výrobu, takže naprostá většina vagónů z prvních dodávek byla stále vyráběna s dřevěnými vagonovými skříněmi. V letech 1921 až 1923 bylo uvedeno do provozu 90 celokovových a 2 639 dřevěných vozů. Zatímco dřevěné vozy byly stavěny výhradně jako vozy 4. třídy, celokovové vozy byly dodávány jako vozy druhé/třetí/čtvrté a dokonce druhé a čtvrté třídy.
V letech 1927/28 následoval v několika sériích nákup dalších 517 celoocelových vozů čtvrté třídy  a od roku 1928 do roku 1930 celkem 5 009 vozů druhé, třetí a třetí/čtvrté třídy.   Do roku 1930 bylo uvedeno do provozu více než 8 250 vozů. V roce 1928 byly vozy původně převážně stavěné ve čtvrté třídě překlasifikovány na vozy 3. třídy a později přestavěny.
Kromě Behelfspersonalwagen (MCi) a Schienenbus-Sidecar byly Donnerbüchsen poslední nově zakoupené dvounápravové osobní vozy a poslední vozy standardního rozchodu s otevřenou plošinou v Německu.
Kromě osobních vozů bylo v letech 1923 až 1931 vyrobeno také 917 zavazadlových vozů Pwi podobné konstrukce.
V roce 1951 byly některé vozy Ci přeměněny na řídící vozy CPwif Za tímto účelem byla na jednom konci instalována kabina strojvedoucího, dostaly červené barevné schéma  a další zavazadlový prostor.
Tyto vozy se začaly v Německu vyřazovat počátkem 60. let, ale mnohé z nich byly přestavěny na vozy pro pracovní vlaky. Spolková dráha používala poslední vozy v osobní dopravě do konce 70. let 20. století, ale již v 60. letech 20. století jejich počet výrazně poklesl. Tyto vozy se ve 21. století používají na mnoha muzejních železnicích.

## Provoz u PKP
V Polsku byly tyto vozy používány v osobní vlakové dopravě až do roku 1989.

## Provoz u ČSD
Po 2. světové válce zůstaly na našem území některé tyto vozy jako kořistní. U nás byly zařazeny do provozu a označeny řadou Ci, po zrušení třetí třídy řadou Bi. Říkalo se jim “Lomozící plechovky”. V provozu byly postupně nahrazovány podstatně zdařilejšími "Rybáky" a "Papíráky" s elektrickým vytápěním. Některé z nich dosloužily na stavebních vlacích.
Modely "Lomozících plechovek" ČSD v měřítku 1:87 vyrobila v roce 2024 společnost BRAWA.
- https://www.masinky.cz/produkt/58431-H0-Set-4-vozu-CSD-s-vnitrnim-osvetlenim-CSD/index.htm